# Ґемма Тейлор-Маґнуссон
Ґемма Тейлор-Маґнуссон (анг.. Gemma Taylor-Magnusson, нар. 26 липня 1983, Стоктон-он-Тіз, Велика Британія) — відома британська спортсменка. Найвище досягнення - друге місце (двічі, у 2005 та 2011 роках) у змаганні за звання Найсильнішої жінки у світі.

## Життєпис
Зростала у невеличкому містечку Баґбі що у Північному Йоркширі. Сама спортсменка наголошує що її дитинство було не надто сповнене спортивними іграми чи змаганнями. Зростала, споглядаючи як її батько грає в реґбі. Її шлях у стронґмені розпочався з того, що вона влаштовуючи благодійні заходи вирішила запросити місцеву зірку - ломуса Роба Діксона. З того часу вона почала цікавитися цим силовим видом спорту все більше і більше і наступного року, влаштовуючи черговий благодійний захід знову запросила Роба, Даррена Седлера та Едді Еллвуда аби вони виконали кілька вправ. Після цього розпочала тренування у залі Едді в Гартерпулі.
Свої перші серйозні досягнення продемонструвала у 2005 році, посівши 2 друге місце у змаганні за звання Найсильнішої жінки у світі. Своє досягнення повторила у 2011 році.

## Особисте життя
Одружена з відомим ісландським ломусом Бенедиктом Маґнуссом.

## Показники
- Присідання - 180 кг
- Мертве зведення - 270 кг